# Catherine Plewinski
Catherine Plewinski (* 12. Juli 1968 in Courrières) ist eine ehemalige französische Schwimmerin.
Ihre Paradestrecke waren die 100 m Schmetterling, auf der sie 1989, 1991 und 1993 jeweils Europameisterin wurde. Außerdem wurde sie 1989 Europameisterin über 50 m und 1991 Europameisterin über 100 m Freistil. Bei den Olympischen Spielen 1988 in Seoul gelang ihr über 100 m Freistil und bei den Olympischen Spielen 1992 in Barcelona über 100 m Schmetterling jeweils der Gewinn der Bronzemedaille.
Seit 2020 ist Catherine Plewinski stellvertretende Bürgermeisterin der Stadt Cluses mit Zuständigkeit für den Bereich Sport.